# Gratangen
Gratangen (en sami septentrional: Rivttáid suohkan) es un municipio de la provincia de Troms, Noruega. Tiene una población de 1137 habitantes según el censo de 2016 y forma parte del distrito tradicional de Midtre Hålogland. Su centro administrativo se encuentra en la localidad de Årstein.
La localidad más grande dentro del municipio es Årstein, situada aproximadamente a 60 kilómetros al norte de Narvik y 85 kilómetros al este de Harstad. Otras localidades de Gratangen son Elvenes, Fjordbotn, y Hilleshamn. La ruta europea E6 atraviesa la parte sudeste del municipio.

## Gobierno
Todos los municipios noruegos son responsables de la educación primaria hasta décimo grado, atención sanitaria no hospitalaria, atención a la tercera edad, desempleo, servicios sociales, desarrollo económico, y mantenimiento de carreteras locales. El municipio está gobernado por un concejo de representantes electos que eligen al alcalde.

### Concejo municipal
El concejo municipal (kommunestyre) de Gratangen está compuesto por 15 representantes que son elegidos cada cuatro años. 

## Clima
| Parámetros climáticos promedio de Årstein | Parámetros climáticos promedio de Årstein | Parámetros climáticos promedio de Årstein | Parámetros climáticos promedio de Årstein | Parámetros climáticos promedio de Årstein | Parámetros climáticos promedio de Årstein | Parámetros climáticos promedio de Årstein | Parámetros climáticos promedio de Årstein | Parámetros climáticos promedio de Årstein | Parámetros climáticos promedio de Årstein | Parámetros climáticos promedio de Årstein | Parámetros climáticos promedio de Årstein | Parámetros climáticos promedio de Årstein | Parámetros climáticos promedio de Årstein |
| Mes                                       | Ene.                                      | Feb.                                      | Mar.                                      | Abr.                                      | May.                                      | Jun.                                      | Jul.                                      | Ago.                                      | Sep.                                      | Oct.                                      | Nov.                                      | Dic.                                      | Anual                                     |
| ----------------------------------------- | ----------------------------------------- | ----------------------------------------- | ----------------------------------------- | ----------------------------------------- | ----------------------------------------- | ----------------------------------------- | ----------------------------------------- | ----------------------------------------- | ----------------------------------------- | ----------------------------------------- | ----------------------------------------- | ----------------------------------------- | ----------------------------------------- |
| Temp. media (°C)                          | -6.2                                      | -5.4                                      | -2.6                                      | 1.4                                       | 6.7                                       | 10.8                                      | 13.0                                      | 11.9                                      | 7.2                                       | 2.6                                       | -2.1                                      | -4.6                                      | 2.7                                       |
| Precipitación total (mm)                  | 87                                        | 79                                        | 62                                        | 56                                        | 45                                        | 55                                        | 70                                        | 82                                        | 111                                       | 136                                       | 95                                        | 102                                       | 980                                       |
| Fuente: Instituto de Meteorología Noruego |                                           |                                           |                                           |                                           |                                           |                                           |                                           |                                           |                                           |                                           |                                           |                                           |                                           |